# 스무디

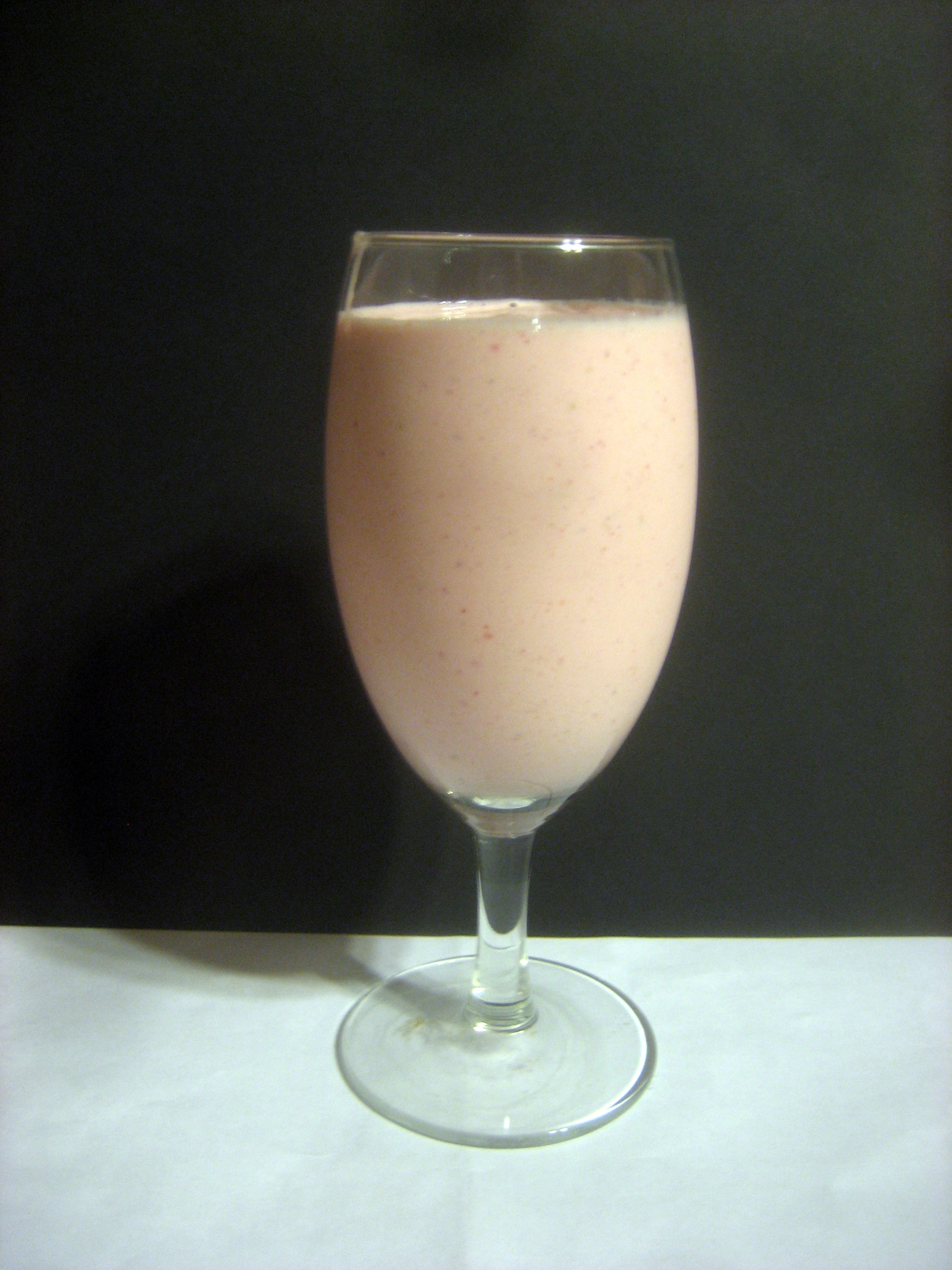
저지방 바나나 딸기 스무디

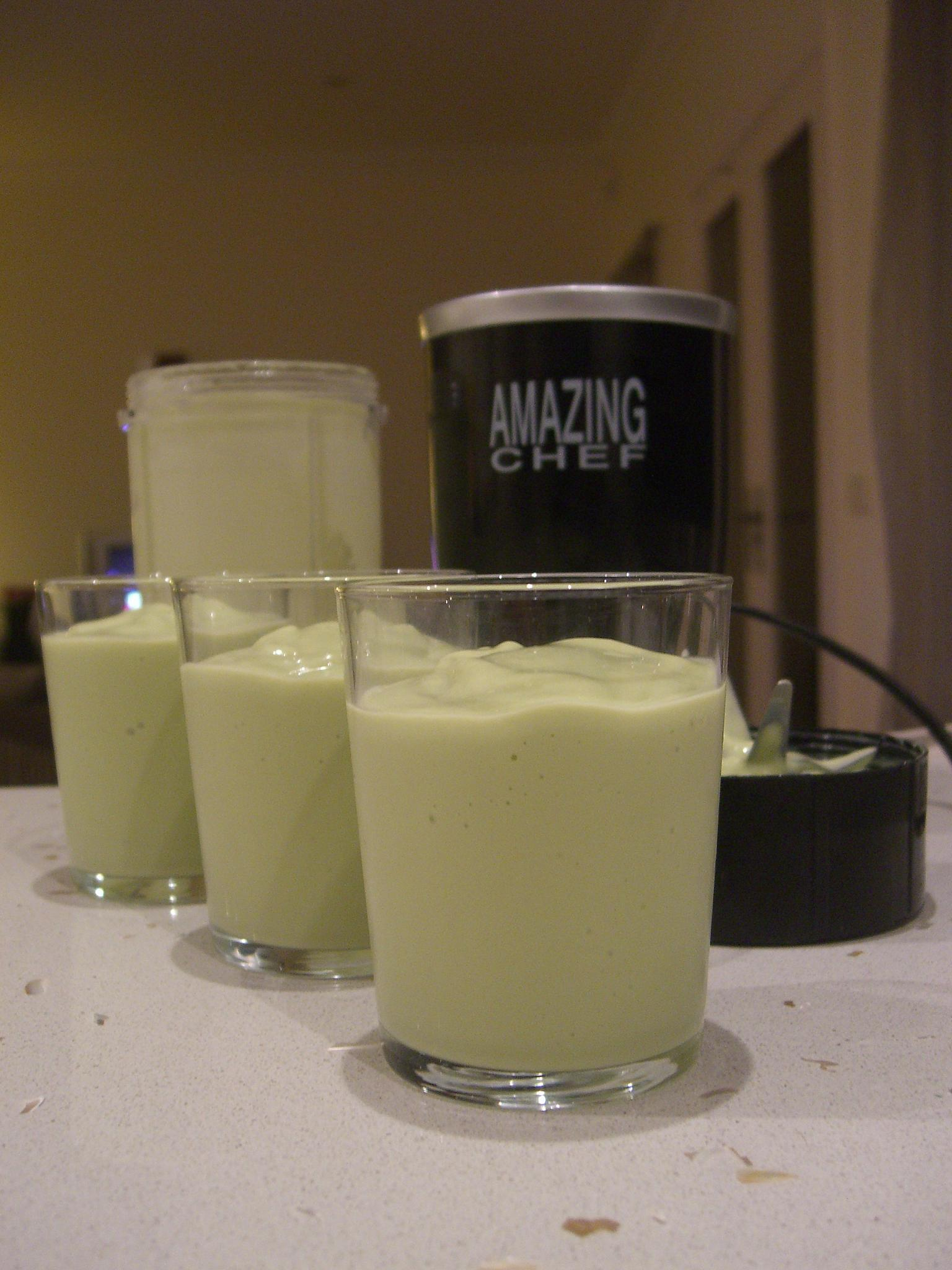
아보카도, 우유, 가당 연유, 아이스 스무디

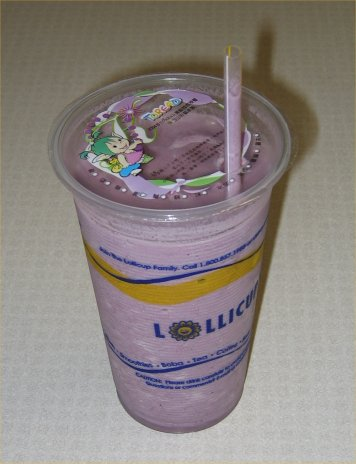
블루베리 스무디. 패스트푸드 체인점인 롤리컵에서.

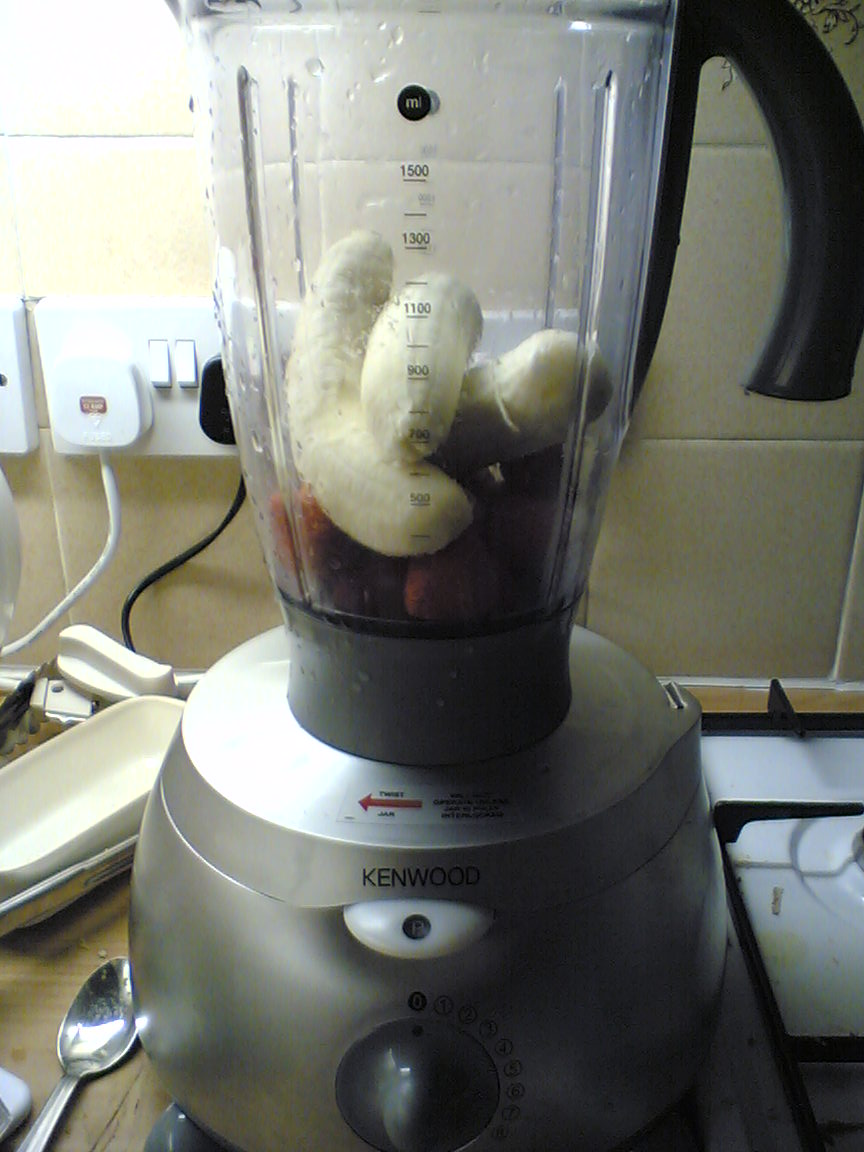
바나나 딸기 스무디 만들기.

스무디(smoothie)는 신선한 과일 등을 얼려서 갈아 만든 음료이다. 단맛을 내며, 과일 외에도 부순 얼음, 얼린 과일, 프로즌 요구르트 등을 넣는다. 밀크셰이크와 비슷한데, 밀크셰이크와는 달리 보통 아이스크림이 들어가지 않는다. 다만 우유는 들어갈 수 있고, 슬러시보다는 진하다. 스무디에 아이스크림 등이 들어가지 않기 때문에 건강을 따지는 사람들에게 인기 있다.
스무디, 슬러시, 밀크셰이크는 얼음과 같이 갈은 차가운 음료의 3대 음료에 들어간다. 사람들마다 개인적인 취향에 따라 좋아하는 음료가 달라지며, 거기서 거기 같다고 말하는 이들도 있다.
몇몇 체인점에서는 두유, 분말가당훼이(훼이 파우더, 유장이라고도 한다), 녹차, 허브 추가 성분, 영양 보충 성분, 단백질 파우더 등을 선택적으로 넣어준다.
스무디는 1960년대 후반 미국에서 등장하였다. 아이스크림 판매업자들과 헬스 푸드점 점주들이 스무디를 팔기 시작했다. 1990년대와 2000년대에 들어 스무디는 메인스트림 카페 등에서 흔히 볼 수 있게 되었다. 슈퍼 마켓에서 병에 담겨 팔리기도 한다.

## 역사
1930년대부터 미국 서부 해안 지역의 헬스 푸드점들은 과일 드링크를 판매하고 있었다. 브라질에서 유래한 레시피를 가지고 과일 드링크를 만들어 팔고 있었다. 1940대에는 웨링블렌더(믹서기) 요리책에 "바나나 스무디" 및 "파인애플 스무디"에 대한 레서피가 등장하였다. 영어로 "smoothee" 혹은 "smoothie"라고 불리던 것들은 서적, 잡지, 신문 등지에 블렌더로 만들 수 있는 음료로 소개되었다.
주스 스무디 협회(The Juice and Smoothie Association) 회장인 댄 티터스(Dan Titus)는 다음과 같이 말한 바 있다.
| “ | 스무디는 1960년대 중반 유명해졌죠. 자연식 채식주의 붐이 일어났던 때였지요. | ” |

과일 슬러시 제품에 붙는 상표 로서 "캘리포니아 스무디"라는 상표가 처음 등장한 것은 1970년대 중반이었다. 뉴저지주 패러머스에 있던 캘리포니아 스무디 컴패니가 제조/판매하였다. 1960년대 및 1970년대만해도 기본적으로 과일, 과일 주스, 얼음을 섞어 스무디를 만들었다. 1970년대 초반에는 사람들은 스무디에 얼음 우유를 같이 넣고 갈아 마셨으며, 이것을 "과일 셰이크"라고 부르기도 하였다. 헬스 푸드 레스토랑이나 헬스 푸드 판매점에서 이러한 셰이크 종류의 음료를 팔았다. 두부, 과일, 채소 등 건강 식품과 함께 스무디를 팔았다.
1990년대 이후로 스무디 제조업자들은 스무디에 프로즌 요구르트를 넣기 시작했다. 진하고, 크림 형태를 갖게 하며, 밀크셰이크 같은 느낌을 주기 위해서였다.

## 변종
지중해 요리 및 중동 요리 레시피에도 여러 종류의 스무디가 등장한다. 보통 다양한 종류의 과일 뿐만 아니라 요구르트, 벌꿀도 넣어 만든다. 사람들은 스무디를 청량 음료와 섞어 마시며, 술과 섞어 칵테일로 만들어 마신다.

## 병에 담겨 팔리는 스무디
북미 지역에는 오드왈라, 네이키드 주스, 볼트하우스 팜즈와 같이 병에 담겨 팔리는 종류의 스무디들도 있다. 슈퍼마켓의 채소 판매대에서 팔곤 한다. 이러한 종류의 스무디는 유통기한이 짧다. 과일이나 우유 성분이 상하는 것을 막기 위하여 반드시 냉장고에 보관되어야 한다. 병에 담겨 팔리는 종류의 스무디는 보통 가격이 높다. 이러한 종류의 스무디의 목표 시장은 "건강 식품" 선호자들이다.

## 같이 보기
- 미국 요리
- 밀크셰이크
- 슬러시
- 믹서기
- 주스
- 스무디킹